# Григорьев, Григорий Савельевич
Григо́рий Саве́льевич Григо́рьев (1924—2001) — бригадир проходческой бригады шахты № 3-ц («Дальневосточная») треста «Артёмуголь» комбината «Приморскуголь». Герой Социалистического Труда (1957).

## Биография
Родился 16 июня 1924 года в Приморской губернии (ныне — территория Приморского края). Окончил 6 классов неполной средней школы.
С 1941 года работал проходчиком, с 1947 года — бригадир проходческой бригады шахты № 3-ц («Дальневосточная») треста «Артёмуголь» комбината «Приморскуголь» в городе Артём Приморского края. В 1950-е годы руководимая Григорьевым бригада довела скорость горных выработок до 300—350 метров в месяц вместо обычных 60-70 метров, в результате достигнув наивысшей производительности труда на шахтах Приморского края.
В 1951 году Г. С. Григорьев вступил в ВКП(б)/КПСС.
Указом Президиума Верховного Совета СССР от 26 апреля 1957 года за выдающиеся успехи, достигнутые в деле развития угольной промышленности в годы пятой пятилетки и в 1956 году, Григорьеву Григорию Савельевичу было присвоено звание Героя Социалистического Труда с вручением ордена Ленина и золотой медали «Серп и Молот».
Избирался депутатом Верховного Совета СССР 5-го и 6-го созывов, депутатом Артёмовского городского совета депутатов трудящихся.
Умер в 2001 году в Артёме. Похоронен на Шевелевском кладбище.

## Память
- В 2003 году улица Нагорная в городе Артём была переименована в улицу Григорьева.

## Награды
- Герой Социалистического Труда (26.04.1957)
- орден Ленина (26.04.1957)
- орден Трудового Красного Знамени (29.06.1966)
- медали СССР, в том числе:
  - медаль «За трудовую доблесть» (16.09.1952)
  - медаль «За трудовое отличие» (04.09.1948)
- Заслуженный шахтёр РСФСР
- Почётный гражданин города Артёма (11.06.1996)